# Dagesztán
A Dagesztáni Köztársaság (oroszul Респу́блика Дагеста́н [Reszpúbliká Dágesztán]) vagy röviden Dagesztán az Oroszországi Föderáció tagköztársasága, hivatalos közigazgatási megnevezéssel köztársasági alanya. Területre és népességre az Észak-Kaukázus legnagyobb köztársasága.
Etnikailag nagyon vegyes terület, amelyet több tucat etnikai csoport és alcsoport népesít be. Legtöbbjük valamely kaukázusi, török vagy iráni nyelvet beszél. A legnagyobb csoportokat az avarok, darginok, lezgek és kumikok alkotják. Az oroszok a lakosság kis hányadát képviselik (4,7%-ot), de a fő hivatalos nyelv az orosz.
Az 1990-es évek eleje óta Dagesztán olyan politikai feszültségforrásokkal küzd, mint az iszlám felkelés és a szeparatizmus fellángolásai, az etnikai feszültség és a terrorizmus. A Nemzetközi Krízis Csoport (angolul International Crisis Group, ICG) szerint az erőszak jórészéért a Shariat Jamaat nevű militáns iszlám szervezet felelős.
Mindezek miatt az ország látogatása külföldiek számára veszélyes.

## Neve
Neve a „hegy” jelentésű török dağ szóból ered, amelyhez a „föld” jelentésű perzsa utótag kapcsolódott. Neve perzsául és arabul داغستان.

## Földrajza

Dagesztán domborzati térképe

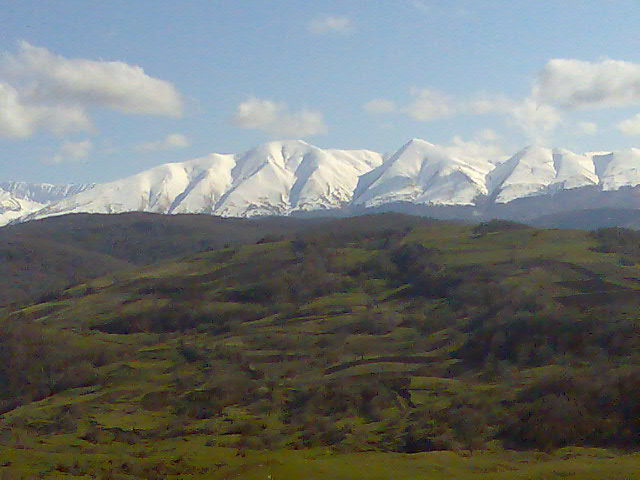
Kaukázus

Az Észak-Kaukázusban elterülő Dagesztán az Oroszországi Föderáció legdélebbi része.
Szomszédai: északon a Kalmük Köztársaság, nyugaton a Csecsen Köztársaság, északnyugaton Sztavropoli határterület, délen Azerbajdzsán, délnyugaton Grúzia, illetve kelet felől a Kaszpi-tenger (partvonala mintegy 400 kilométer).
Területe 50 300 négyzetkilométer (kicsit nagyobb, mint Magyarország fele).
Legnagyobb észak-déli kiterjedése 400 kilométer, kelet-nyugati irányban 200 kilométer. A moszkvai időzónához tartozik.
Legmagasabb pontja a 4466 méter magas Bazardüzü.

### Vizei
A köztársaságban, amelynek jórésze hegyvidék, amelyen több mint 1800 folyó található. Ezek közül a legnagyobbak a Szulak, Szamur és Tyerek folyók.
Mintegy 400 kilométer hosszú partvonala van a Kaszpi-tengeren.

### Ásványkincsei
Dagesztán gazdag kőolajban, földgázban, kőszénben és más ásványokban.

### Éghajlata
Nyáron a klímája forró és száraz. A telek a hegyvidéken igen hidegek.
- Átlag januári hőmérséklete: +2 °C
- Átlag júliusi hőmérséklete: +26 °C
- Átlag éves csapadék: 250 millimétertől (az északi síkságokon) 800 milliméterig (a hegyekben).

## Története

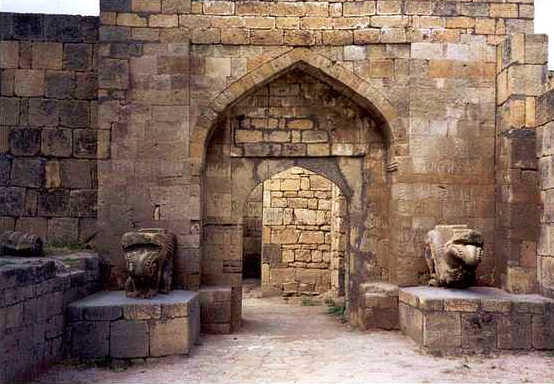
Derbent ősi városa a világörökség része

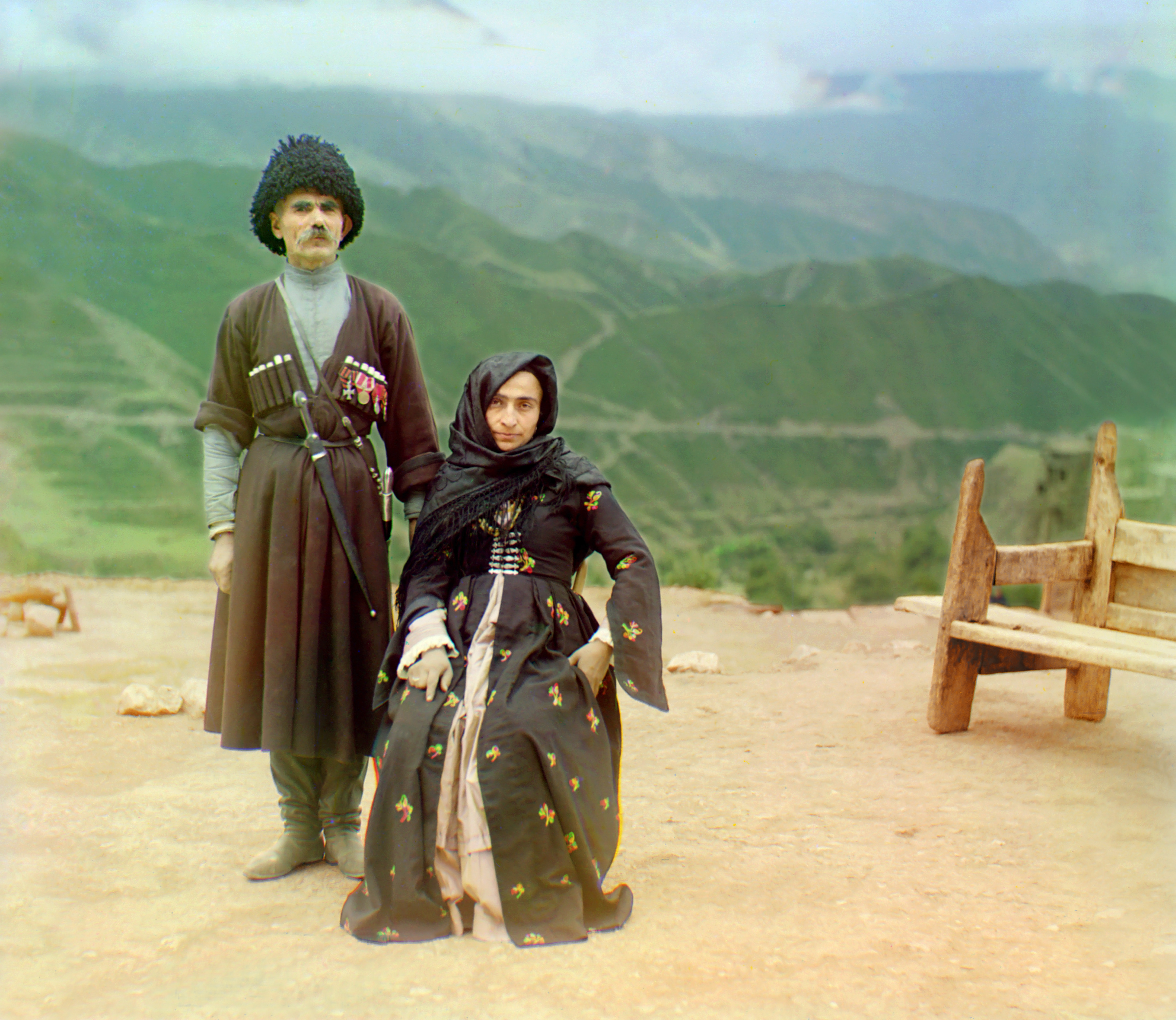
Pár népviseletben. Szergej Prokugyin-Gorszkij dagesztáni portréja, 1907 és 1915 között

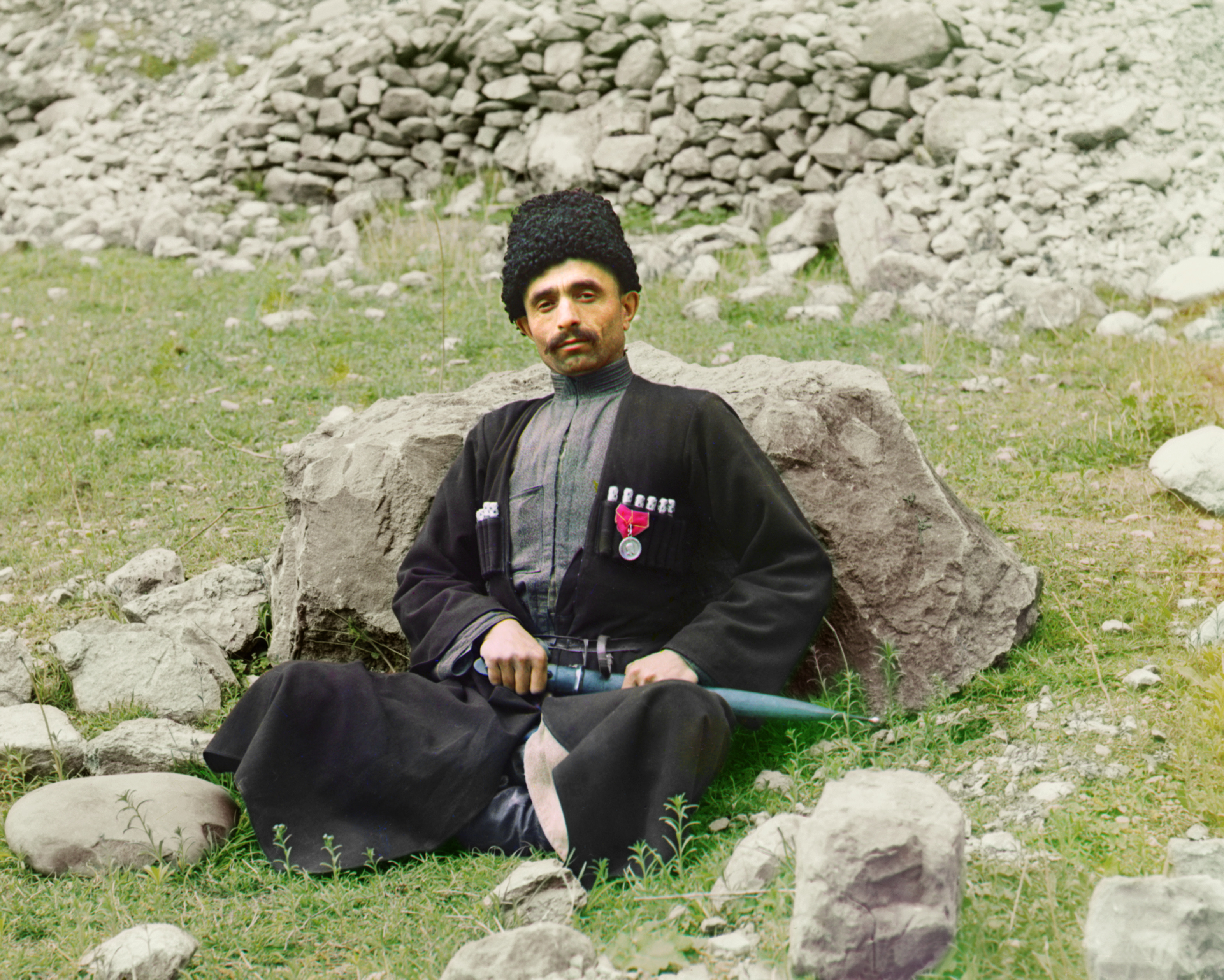
Dagesztáni férfi. Szergej Mihajlovics Prokugyin-Gorszkij 1905-1915 közt készült fotója

A régióról szóló legkorábbi feljegyzések az itt elhelyezkedő kaukázusi Albania államról szólnak a Kr. e. 4. századból. (Nincs köze Albániához, a latin eredetű név „hegyvidéket” jelent. Az állam fővárosa Derbent volt, nagyobb városai Chola, Toprak Kala és Urceki. A mai Dagesztán északi részét pogány törzsek szövetsége ellenőrizte. Kaukázusi Albánia az 1. században még a mai Azerbajdzsán, illetve a lezgek által lakott területek felett is uralkodott. Később a Római Birodalom, majd a perzsa Szászánidák alávetették. A területen korán meggyökerezett a kereszténység.
Az 5. században a győztes Szászánidák alapították Derbent erős várát, amelyet a különböző népek által adott nevek a Kaukázus, illetve a Kaszpi-tenger régiója kapujaként jelöltek meg. Dagesztán északi részét a hunok foglalták el, majd utánuk az (eurázsiai) avarok. (Nem tisztázott, hogy a jelenleg a régióban élő kaukázusi avarok milyen viszonyban állnak a később a Kárpát-medencét benépesítő eurázsiai avarokkal.) Közép-Dagesztán hegyvidékein jött létre az avarok uralta keresztény Sarir állam, amely az 5. századtól egészen a 12. századig fennállt, bár a hatalmas Kazár Birodalom, illetve a Kalifátus szomszédsága a 9. századig folyamatos fenyegetést jelentett a számára. Figyelemre méltó adat, hogy az avarok és az európai hunok mellett számos korabeli krónika említi a szavárdi, szavárd, szabír népet, mely a magyarok korabeli, saját maguk által használt neve. Ezt később nyugati krónikák is megerősítik, például VII. Kónsztantinosz is említi, amikor Bulcsú követségben jár nála. Több helységnév is őrzi a magyarság emlékét, Madzsar Garaolan falu neve, vagy Madzsarli település, mely még a 19. században is létezett.
A Derbent feletti uralmat 664-ben az arabok szerezték meg a perzsáktól, és a kazárokkal is összecsaptak Dagesztán birtoklásáért. A bennszülöttek 904-ben és 913-ban is felkeltek az arabok ellen, de az iszlám erősen gyökeret vert először a városokban (mint Szemender vagy Kubacsi), majd vidéken is. A 15. századra a kaukázusi albániai kereszténység eltűnt. Egyedüli emléke a 10. századi datunai templom.
Az iszlám nyomás és a belvillongások hatására Sarir a 12. század elején felbomlott és helyette létrejött az Avarisztáni Kánság, egy iszlám állam, amely ezután hat évszázadot élt meg. Túlélte az 1222-es és 1239-es pusztító tatárjárásokat, az Arany Horda szövetségese lett, és átvészelte Timur Lenk 1389-es támadását is.
Ahogy a mongol fennhatóság fokozatosan gyengült, Kaitagiban és Tarkiban új hatalmi központok alakultak ki. A 16. és 17. században írásba foglalták a jogi hagyományokat, a hegyi közösségek (djamaatok) jelentős autonómiára tettek szert, a kumik fejedelmek (samkalok) pedig a cár védelmét kérték.

### Az orosz hódítástól
Az oroszok a 18. században erősítették meg jelenlétüket a régióban. Nagy Péter cár az első orosz–perzsa háború során elfoglalta Dagesztánt. Bár 1735-ben a területeket visszaadták Perzsiának, a második orosz–perzsa háborúban 1796-ban az oroszok elfoglalták Derbentet.
A 18. században erősödött meg újra az Avarisztáni Kánság: visszaverte Nádir perzsa sah támadását és adót vetett ki Sirvánra és Grúziára. 1803-ra a kánság elfogadta az oroszok fennhatóságát, de Perzsia csak egy évtizeddel később ismerte el a dagesztáni orosz hódítást, a gulisztáni békében.
Az orosz közigazgatás hamar kiábrándította és elkeserítette a hegylakókat. A kivetett magas adók, a földek kisajátítása és az erődépítkezések (mint a mahacskalai) miatti felháborodás vezetett el a kaukázusi imámság égisze alatt kirobbant felkeléshez, amelyeket Gázi Mohamed vezetett (1828–1832), majd Hamza bég imám (1832-1834), még később Samil imám (1834-1859). Ez a kaukázusi háború 1864-ig tartott, amikor Samilt elfogták és megszűnt az avarisztáni kánság.

## Népesség
Mivel a sok magas és járhatatlan hegy megnehezíti az ország részei közti kapcsolattartást, Dagesztán etnikailag nagyon vegyes és vidéki lakói még mindig őrzik a törzsi életformát. Oroszország más részeitől eltérően a népesség gyors ütemben növekszik.
| Lakosok száma | 3 015 639 | 3 063 885 | 3 111 353 | 3 133 303 | 3 232 224 |
|               | 2016      | 2018      | 2020      | 2021      | 2024      |

### Etnikai csoportok
Dagesztánban nagyon sok etnikum él együtt. A 2002-es oroszországi népszámlálás szerint a népesség háromnegyedét északkaukázusi népek teszik ki (köztük avarok, darginok és lezgek). Az oroszok részaránya az utóbbi évtizedekben jelentősen csökkent. A dagesztániak kilenctizede iszlám vallású.
|              | Népszámlálás 1926 | Népszámlálás 1939 | Népszámlálás 1959 | Népszámlálás 1970 | Népszámlálás 1979 | Népszámlálás 1989 | Népszámlálás 2002 | Népszámlálás 2010 |
| ------------ | ----------------- | ----------------- | ----------------- | ----------------- | ----------------- | ----------------- | ----------------- | ----------------- |
| Avarok       | 177 189 (22,5%)   | 230 488 (24,8%)   | 239 373 (22,5%)   | 349 304 (24,5%)   | 418 634 (25,7%)   | 496 077 (27,5%)   | 758 438 (29,4%)   | 850 011 (29,2%)   |
| Darginok     | 125 707 (16,0%)   | 150 421 (16,2%)   | 148 194 (13,9%)   | 207 776 (14,5%)   | 246 854 (15,2%)   | 280 431 (15,6%)   | 425 526 (16,5%)   | 490 384 (16,9%)   |
| Kumikok      | 87 960 (11,2%)    | 100 053 (10,8%)   | 120 859 (11,4%)   | 169 019 (11,8%)   | 202 297 (12,4%)   | 231 805 (12,9%)   | 365 804 (14,2%)   | 431 736 (14,8%)   |
| Lezgek       | 90 509 (11,5%)    | 96 723 (10,4%)    | 108 615 (10,2%)   | 162 721 (11,4%)   | 188 804 (11,6%)   | 204 370 (11,3%)   | 336 698 (13,1%)   | 385 240 (13,2%)   |
| Lakok        | 39 878 (5,1%)     | 51 671 (5,6%)     | 53 451 (5,0%)     | 72 240 (5,1%)     | 83 457 (5,1%)     | 91 682 (5,1%)     | 139 732 (5,4%)    | 161 276 (5,5%)    |
| Tabaszaranok | 31 915 (4,0%)     | 33 432 (3,6%)     | 33 548 (3,2%)     | 53 253 (3,7%)     | 71 722 (4,4%)     | 78 196 (4,6%)     | 111 152 (4,3%)    | 118 848 (4,1%)    |
| Nogajok      | 26 086 (3,3%)     | 4 677 (0,5%)      | 14 939 (1,4%)     | 21 750 (1,5%)     | 24 977 (1,5%)     | 28 294 (1,6%)     | 38 168 (1,5%)     | 40 407 (1,4%)     |
| Rutulok      | 10 333 (1,3%)     | 20 408 (2,2%)     | 6 566 (0,6%)      | 11 799 (0,8%)     | 14 288 (0,9%)     | 14 955 (0,8%)     | 24 298 (0,9%)     | 27 849 (1,0%)     |
| Agulok       | 7 653 (1,0%)      | 20 408 (2,2%)     | 6 378 (0,6%)      | 8 644 (0,6%)      | 11 459 (0,7%)     | 13 791 (0,8%)     | 23 314 (0,9%)     | 28 054 (1,0%)     |
| Cahurok      | 3 531 (0,4%)      | 20 408 (2,2%)     | 4 278 (0,4%)      | 4 309 (0,3%)      | 4 560 (0,3%)      | 5 194 (0,3%)      | 8 168 (0,3%)      | 9 771 (0,3%)      |
| Oroszok      | 98 197 (12,5%)    | 132 952 (14,3%)   | 213 754 (20,1%)   | 209 570 (14,7%)   | 189 474 (11,6%)   | 165 940 (9,2%)    | 120 875 (4,7%)    | 104 020 (3,6%)    |
| Azeriek      | 23 428 (3,0%)     | 31 141 (3,3%)     | 38 224 (3,6%)     | 54 403 (3,8%)     | 64 514 (4,0%)     | 75 463 (4,2%)     | 111 656 (4,3%)    | 130 919 (4,5%)    |
| Csecsenek    | 21 851 (2,8%)     | 26 419 (2,8%)     | 12 798 (1,2%)     | 39 965 (2,8%)     | 49 227 (3,0%)     | 57 877 (3,2%)     | 87 867 (3,4%)     | 93 658 (3,2%)     |
| Mások        | 43 861 (5,6%)     | 52 031 (5,6%)     | 61 495 (5,8%)     | 63 787 (4,5%)     | 57 892 (3,6%)     | 58 113 (3,2%)     | 25 835 (1,0%)     | 38 076 (1,3%)     |

Az őshonos népek vastag betűkkel szedve szerepelnek a táblázatban.
Mindezeken kívül még körülbelül negyven kisebb etnikum él Dagesztánban, például az akvakok, akik kevesebb mint tízezren vannak, de szinte teljesen asszimilálódtak az avar népességbe, vagy a hinukok, akik mintegy 200 főt számlálnak. A köztársaság belsejében négy várost laknak a hunzibok és a kunzalok. A lingua franca (közvetítő nyelv) az orosz, de Dagesztánban az oroszon kívül még több mint 30 nyelvet beszélnek.

### Vallások
A népesség mintegy kilencven százaléka muszlim. Mint a Kaukázusban általában, az iszlám szunni ágához, azon belül a szúfi hagyományhoz tartoznak. Ezen belül is több irányzat létezik.
A dagesztániak fennmaradó része jórészt keresztény.
Évezredek óta élnek Dagesztánban zsidók is: a „hegyi zsidók”. Elődeik a Kr. e. 7. század és a Kr. u. 6. század közt vándoroltak be Babilóniából és Perzsiából.

### Települések

Dagesztán városai

## Közigazgatás és önkormányzatok
A köztársaság vezetője (oroszul: glava):
- Ramazan Gadzsimuradovics Abdulatyipov: 2013. szeptembertől 2017. október 3-áig. Hivatali idejének lejárta előtt lemondott.
- Vlagyimir Abdualijevics Vasziljev: 
  - 2017. október 3-ától – Putyin elnök megbízottjaként a köztársaság vezetőjének feladatait ideiglenesen látta el.[6]
  - 2018. szeptember 9-ei megválasztásával a köztársaság vezetője 2020. október 5-ig.[7] Hivatali idejének lejárta (2023) előtt nyugdíjazását kérte.
- Szergej Alimovics Melikov (lezg nemzetiségű): 
  - 2020. október 5. – Putyin elnök a köztársaság vezetőjének feladatait ideiglenesen ellátó megbízottá nevezte ki.[8]

## Gazdasága
Fő iparágai közé tartozik az olajkitermelés, a vegyipar, a gépgyártás, a textilgyártás, az élelmiszer-feldolgozás és a faipar. A kőolajlelőhelyek a keskeny tengerparti régióban találhatók. A dagesztáni kőolaj kiváló minőségű, és más régiókba is szállítják. Földgázkitermelése elsősorban a helyi igények kielégítésére szolgál.
A mezőgazdaság változatos, és magában foglalja a gabonatermesztést, a szőlészetet és a borászatot, a juhtenyésztést és a tejtermelést. 
Ásványkincsekben gazdag. Jelentős még a Kaszpi-tengeri halászat.

### Közlekedés
Dagesztán jól fejlett közlekedési rendszerrel rendelkezik. Vasút köti össze a fővárost, Mahacskalát Moszkvával, Asztrahánnal és az azerbajdzsáni fővárossal, Bakuval. A Moszkva-Baku autópálya szintén áthalad Dagesztánon.

## Kultúra

### Gasztronómia
A dagesztáni konyha lényegét tekintve évszázadok óta változatlan, számos étel receptjét külső hatás nélkül, saját maguk tökéletesítettek a helyiek az idők folyamán.
Az alapanyagok többsége a helyi gazdálkodás terméke, mint a liszt, sajt, zöldségek, valamint különféle húsok, mint például a bárány vagy a kecske.
Az életmód és az étkezés befolyásoló tényezői a nagy hegyek illetve a Kaszpi-tenger közelsége. A hegyvidékek legelterjedtebb hozzávalói a húsok, tejtermékek, liszt, kukorica, burgonya, zöldségek. A hétköznapi ételek errefelé igen egyszerűek, nagyobb, kiadósabb fogások az ünnepnapokon vannak (olyankor szolgálnak fel édességeket is).
Dagesztán több nép otthona, akik egymás között hatással voltak a másik gasztronómiájára. Népszerű fogás ebben a régióban is a halva nevű édesség. A dagesztáni népek közös étele hinkal, amelynek ugyan készítése módja eltérő mindegyik nemzetiségnél, de így is a térség nemzeti ételének tekinthető. Tésztadarabokat húslevesben főzik meg és mártással fogyasztanak el. Ugyanígy készül a haltama, egy kukoricagombóc is, amit fokhagymás öntettel vagy savanyú tejből készült mártással esznek.
Népszerű mártások aludt tejből, gyógynövények és foghagyma hozzáadásával készülnek, illetve csinálnak paradicsommártást is. A mártások mellé gyakran járnak gombócokat.
Ugyancsak jellegzetes dagesztáni fogás még a szohta, a báránymájjal töltött hurka. Találhatóak még palacsintaszerű, burgonyával készülő tészták, amelyek a közeli Csecsenföldön és Ingusföldön is népszerűek. Ilyen tészta a könnyen és egyszerűen elkészíthető csudu.
A csecsen konyhához hasonlóan itt is kedvelt töltelékalapanyag a sütőtök.
Az avar és kumik népcsoport jellemző étele a daginsz, egy sárgabarackkása tésztabatyucskába töltve.
Dagesztáni édes különlegesség az urbecs, amely darált kender- vagy lenmagból készült méz és vaj hozzáadásával. Gyakran használják orvosság gyanánt is.

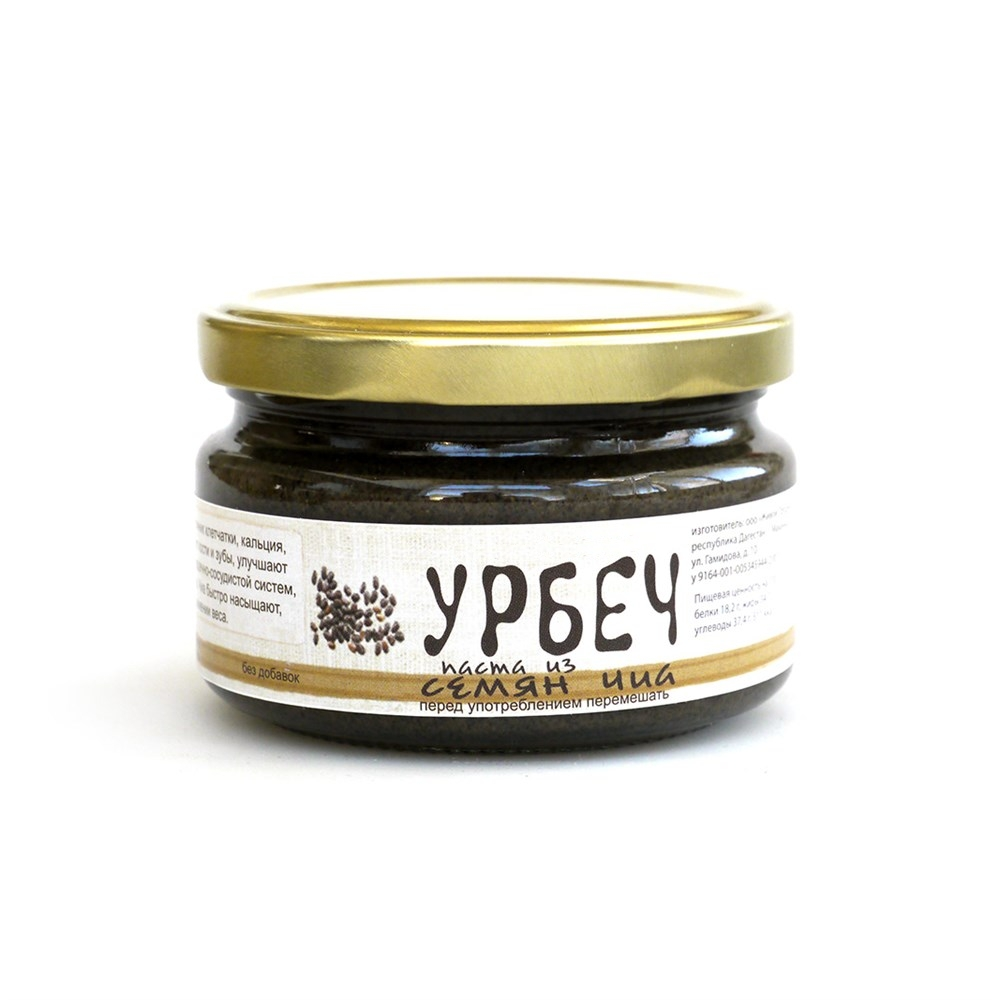
Az üzletekben árult urbecs
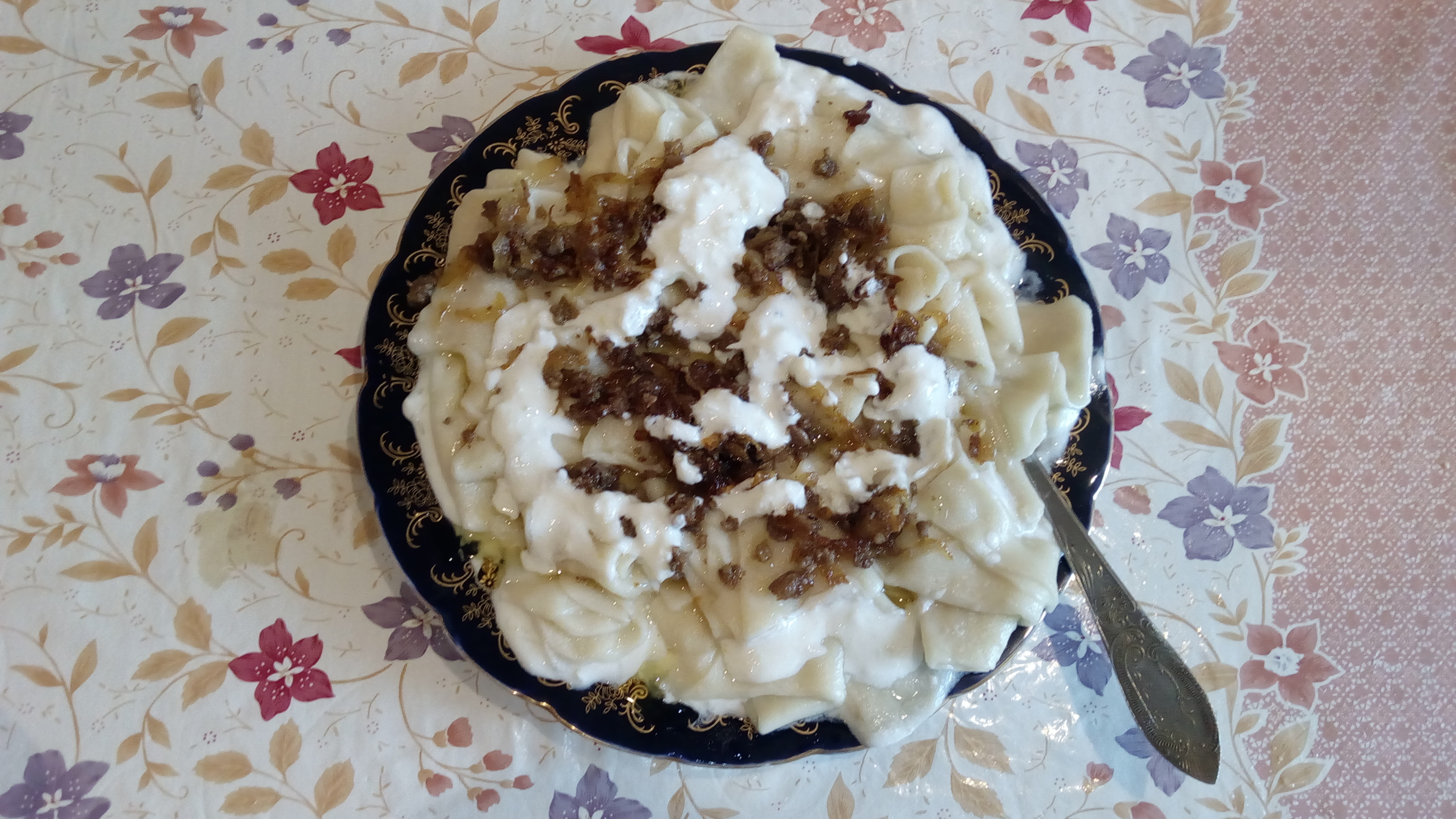
Kumik hinkal

## Galéria

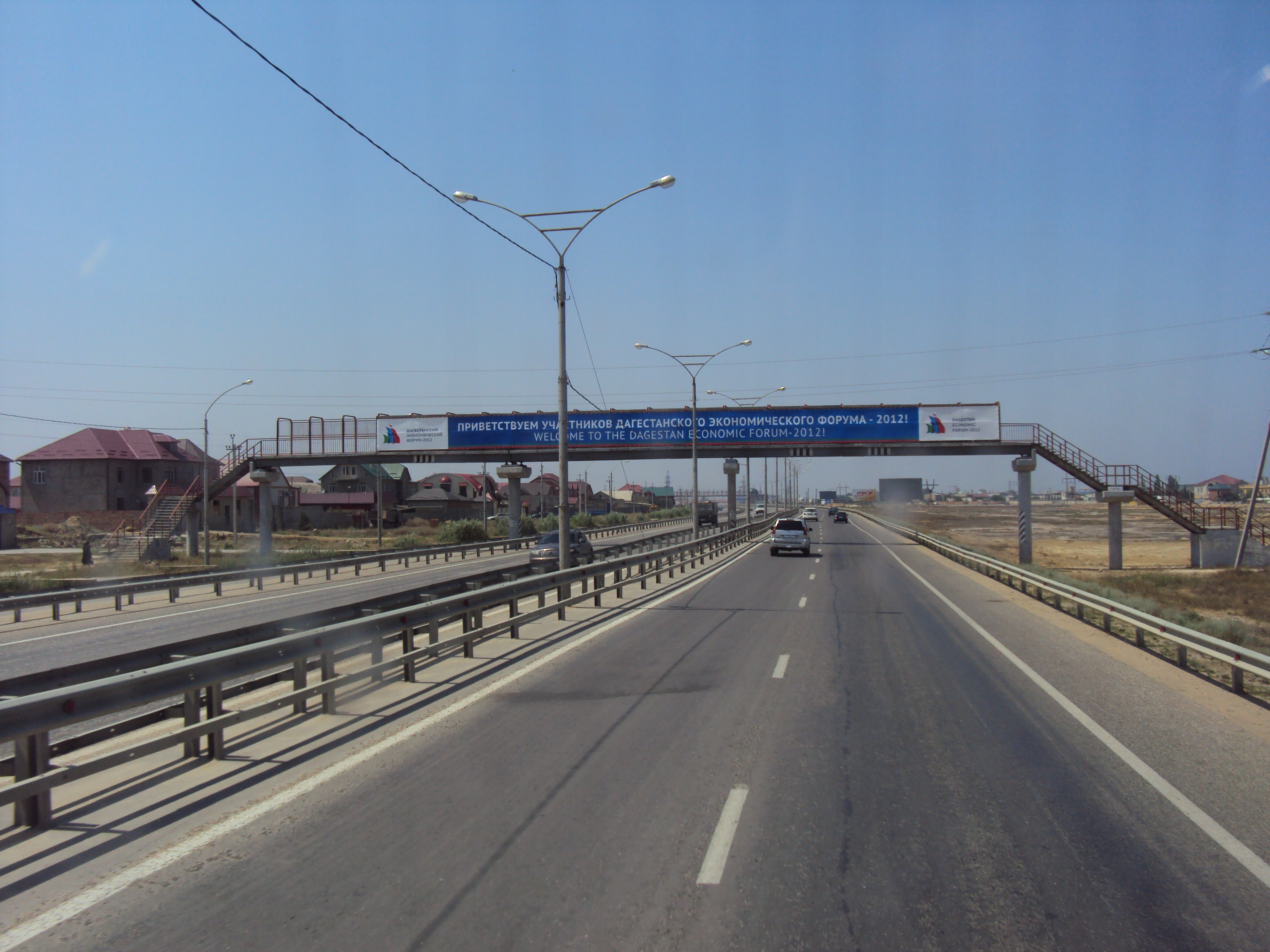
Az autópályán
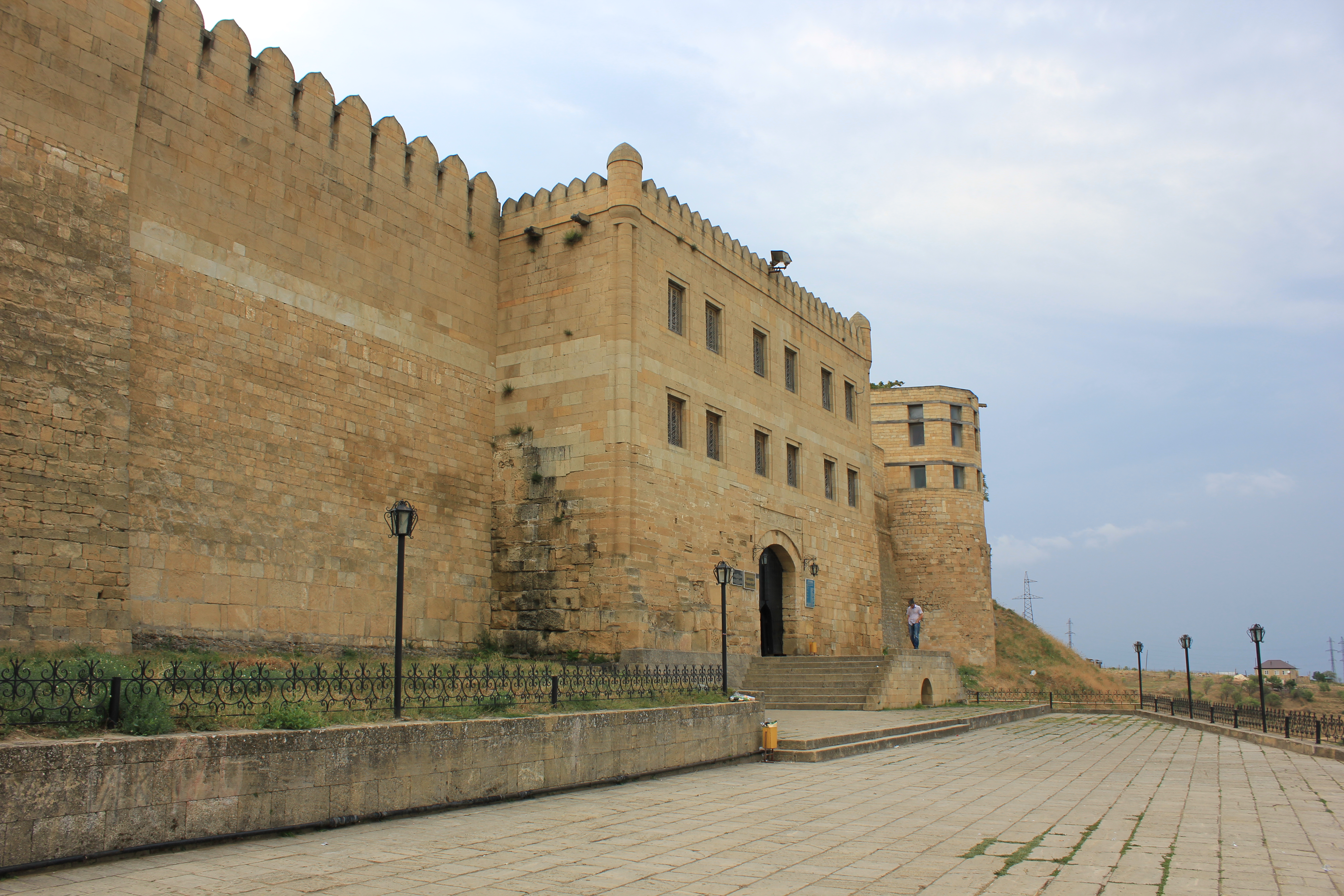
Derbent vára
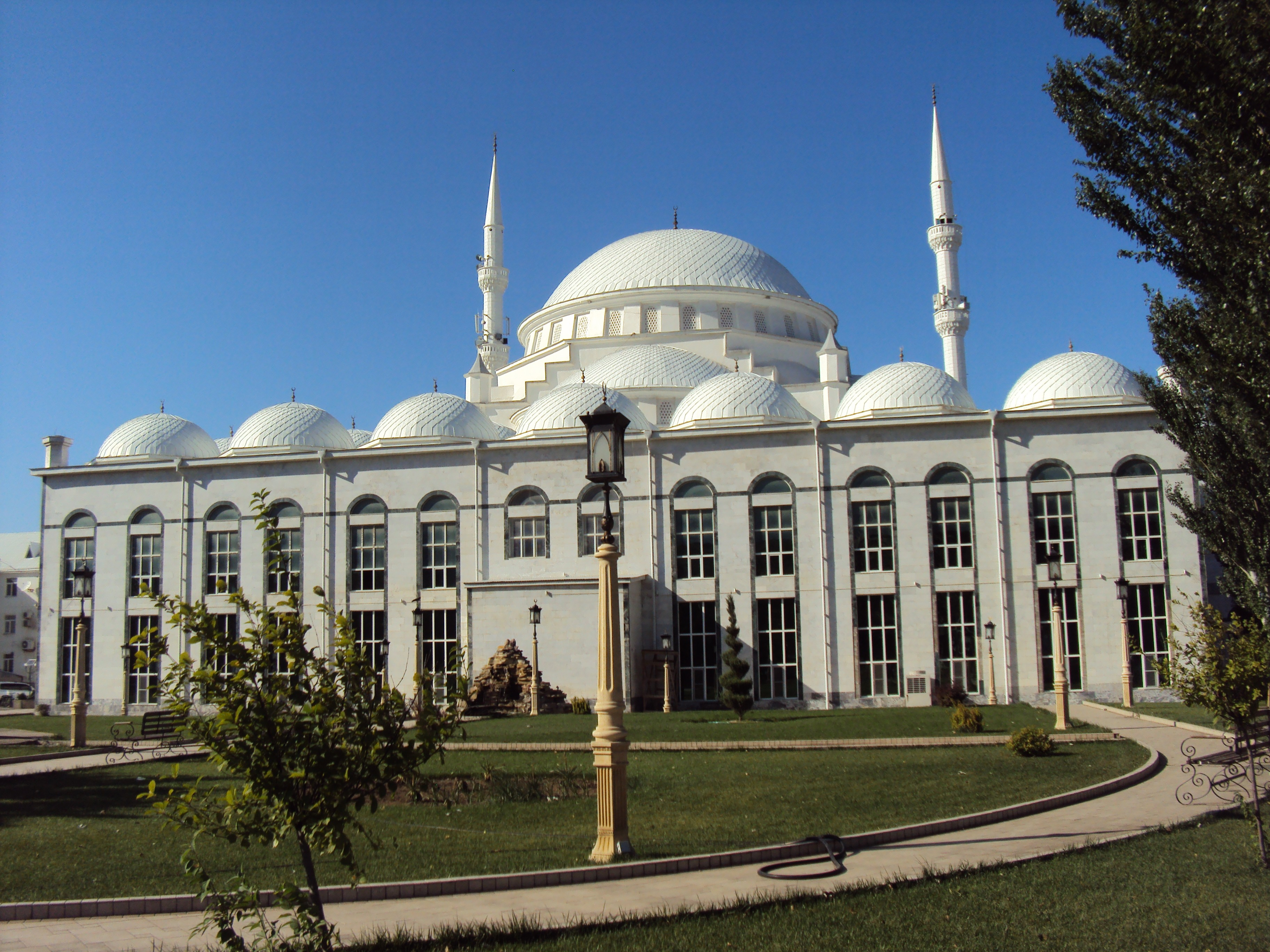
Mecset Mahacskalában
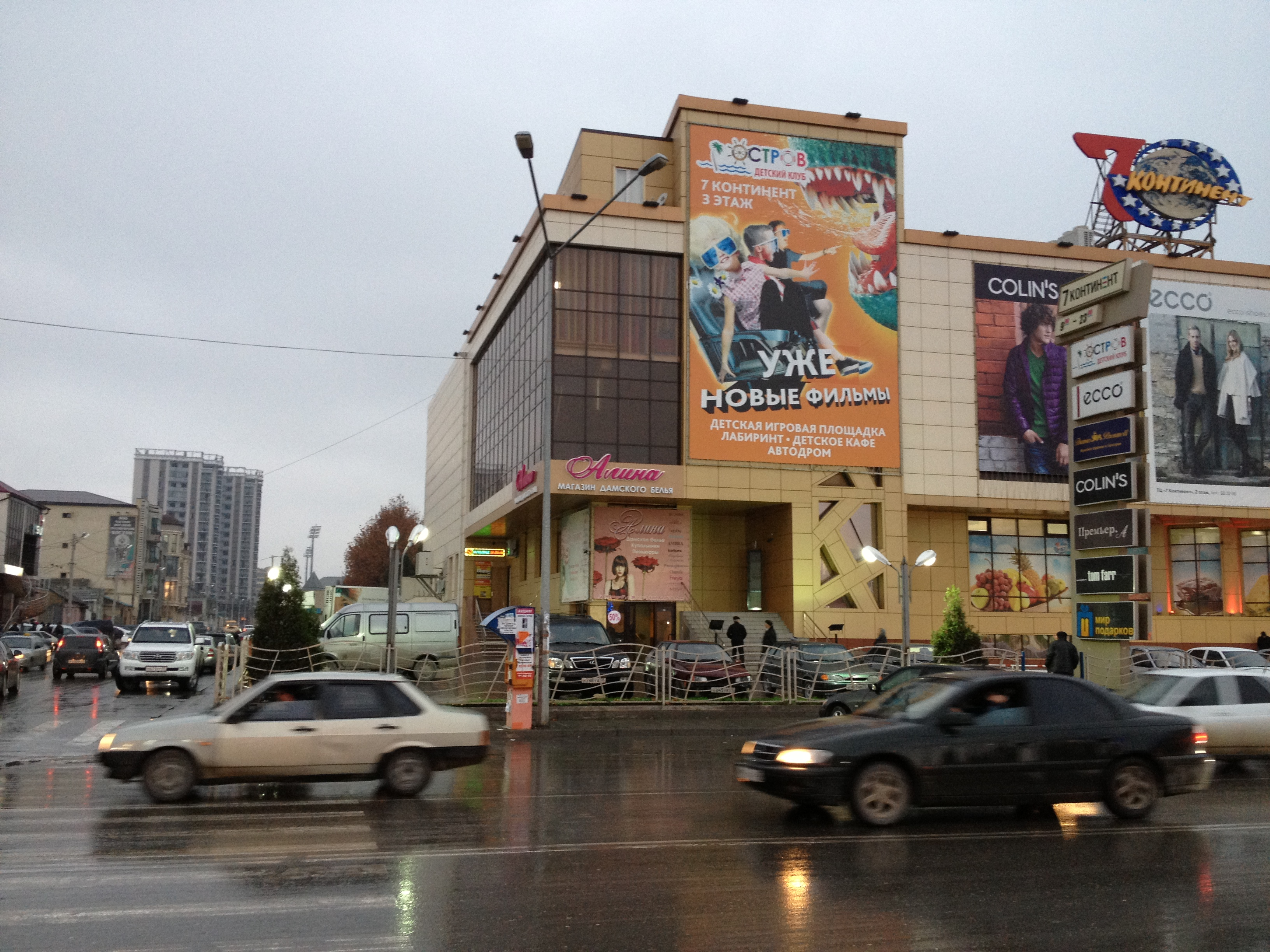
Mahacskalai városkép
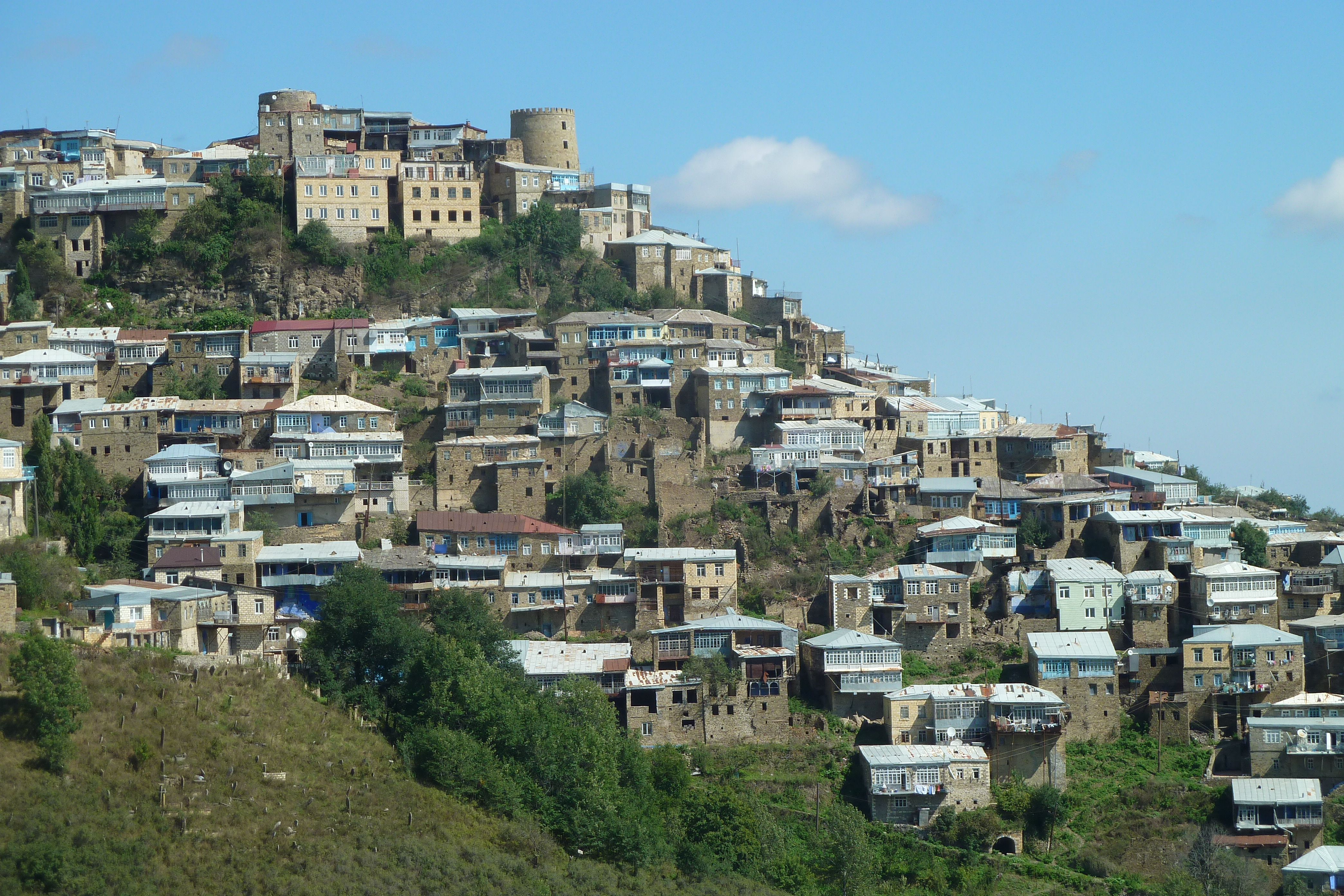
Kubacsi óvárosa
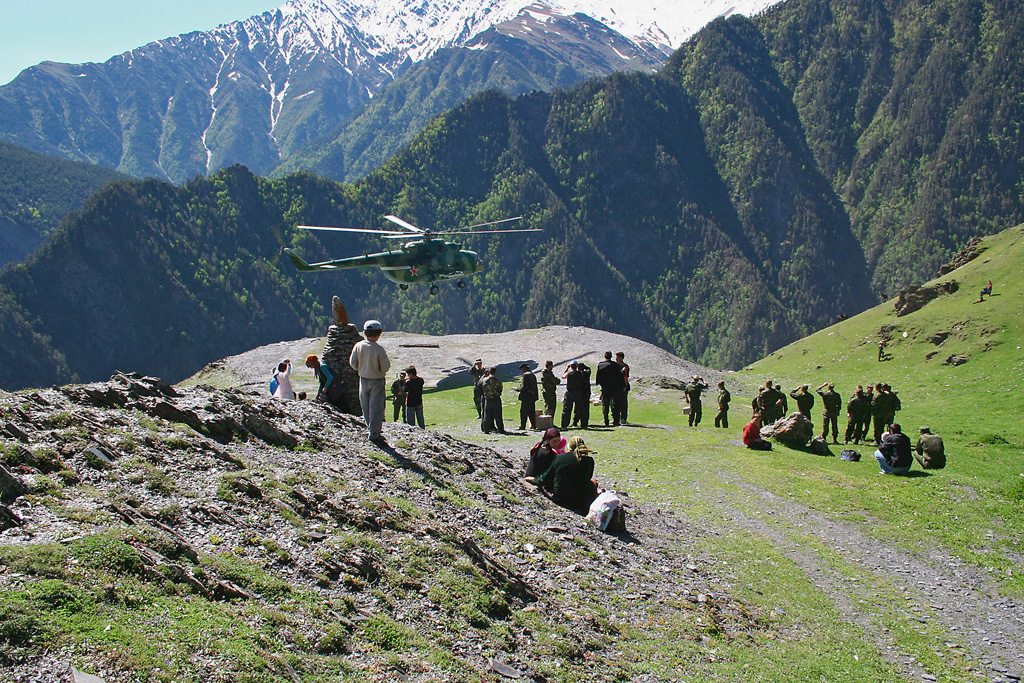
Helikopter száll le a dagesztáni hegyek között

## Fordítás
- Ez a szócikk részben vagy egészben  a   Dagestan című angol Wikipédia-szócikk ezen változatának fordításán alapul.  Az eredeti cikk szerkesztőit annak laptörténete sorolja fel. Ez a jelzés csupán a megfogalmazás eredetét és a szerzői jogokat jelzi, nem szolgál a cikkben szereplő információk forrásmegjelöléseként.